# Niżnia Barania Ławka
Niżnia Barania Ławka (słow. Nižná barania lávka) – przełęcz w słowackiej części Tatr Wysokich, położona w ich grani głównej. Znajduje się w długiej północno-zachodniej grani Baranich Rogów i oddziela od siebie Niżni Barani Zwornik na zachodzie i Barani Kopiniak na wschodzie. Jest to płytkie siodło, tworzące razem z Baranim Kopiniakiem i Pośrednią Baranią Ławką szerokie obniżenie grani pomiędzy Niżnim a Wyżnim Baranim Zwornikiem, traktowane przez Słowaków jako jedna dwusiodłowa przełęcz (Sedlo baraních strážnic).
Przełęcz jest wyłączona z ruchu turystycznego. Północne stoki opadają z niej do Baraniego Bańdziocha – górnego piętra Doliny Czarnej Jaworowej, południowe natomiast zbiegają do Baranich Pól w Dolinie Pięciu Stawów Spiskich.
Pierwsze wejścia (przy przejściu granią):
- letnie – Zygmunt Klemensiewicz i Roman Kordys, 27 sierpnia 1907 r.,
- zimowe – Miloš Matras i Jaroslav Mlezák, 11 grudnia 1953 r.[2]